# Villafortuny
Villafortuny (en catalán: Vilafortuny) es uno de los barrios residenciales de la población de Cambrils, localidad costera del Bajo Campo, en la provincia de Tarragona, en Cataluña (España). Limita al este con Salou y al Norte con Vilaseca. Su población es de 5503 habitantes según datos del 2010, lo que la hace una de las zonas residenciales más habitadas de la Costa Dorada y de la costa catalana. Su ubicación es 41°4′ N de latitud y 1°5′ E de longitud.

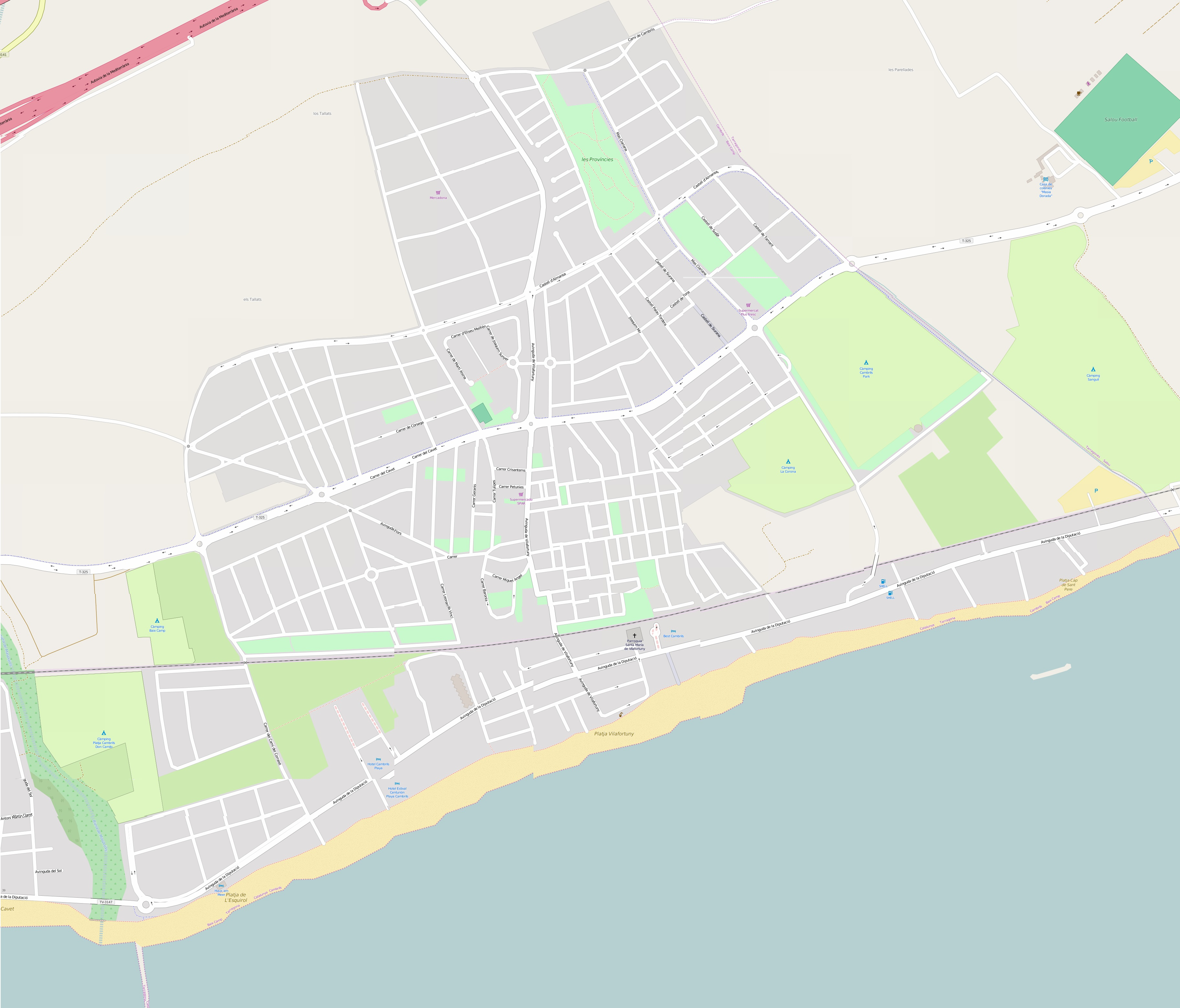
Mapa de Villafortuny

## Historia
Los primeros restos que se conservan de la zona, son pertenecientes a una tribu de iberos, concretamente a la de los Cosetanos, que habitaban la zona donde actualmente está el castillo. También existía un asentamiento ibero en Cambrils que podría coincidir con la referencia clásica de Oleastrum.
Hay constancia también de que los romanos habitaron las tierras gracias a hallazgos como algunos bloques de piedra, los dos últimos conservados actualmente en el Museo de Reus y la presencia de lápidas romanas, que fueron aprovechadas en la construcción del castillo en el siglo XII y que se encontraban anteriormente repartidas alrededor del barrio.
Documentado desde el 1152, Vilafortuny se fundó en la misma época que Cambrils, fue un pequeño núcleo señorial que existió durante algunos siglos y que tuvo entidad propia. Se situaba donde hoy en día se conserva su castillo y alrededores. 
Sin embargo en el siglo XVIII, a causa de los ataques de piratas y de las fiebres palúdicas, la población de este antiguo término fue decreciendo, hasta que en 1763, se encontraba deshabitado. En cambio, en la primera mitad del siglo XIX (1846), cuando fue incorporado administrativamente junto a otros términos (Mas Den Bosch y Grassa) a la localidad de Cambrils, Vilafortuny ya contaba de nuevo con 40 habitantes asentados previamente.
Ya en el siglo XX a finales de los años '50 se produjo la principal expansión del barrio, con la construcción de cientos de casas destinadas a un uso como segunda residencia, creando así un nuevo paisaje sobre la zona con multitud de casas blancas integradas en lo que antiguamente era un pinar, esta inversión fue realizada por la empresa Ruiz Mateos y CIA.

## Geografía

### Ubicación
Situado en el litoral de la Costa Dorada, al noreste de Cambrils, el barrio se localiza en una zona delimitada aproximadamente por la riera de riudoms al oeste, la autovía del mediterráneo al norte, la costa del mar Mediterráneo al sur y la riera de Barenys (Salou) al este, siendo este río seco ("riera" en catalán) el límite del Bajo Campo con el Tarragonés. 

### Geomorfología
Esta extensión de terreno tiene algunas pequeñas elevaciones de desnivel moderado en su parte central. La zona central interior (Noroeste) es la más elevada, llegando a su punto más alto en el nexo de unión del asentamiento con la autovía del mediterráneo, se puede apreciar en ese lugar una antigua torre de vigilancia.
Dos ríos secos están en sus proximidades y varios acuíferos subterráneos cruzan sus tierras. Los suelos más fértiles de la zona están en parte interior y más alta, siendo estos prácticamente los únicos utilizados para los cultivos. Los suelos de la parte litoral son algo más áridos y salinos pero aptos para varios tipos de vegetación. 
En la parte baja, 3 playas urbanas de arena artificial forman el litoral; Playa de l'Esquirol, Playa de Vilafortuny y Playa del Cap de Sant Pere unidas por un paseo marítimo que llega a Cambrils y Salou, formando una línea costera de 1760 metros de largo por 40 de ancho, protegida por varios espigones y un rompeolas a pesar de ser un litoral de aguas tranquilas.

### Biogeografía
En toda el área que cubre la zona podemos encontrar el pino piñonero, típico de las costas mediterráneas y el más representativo de la zona, lo encontramos en pequeñas agrupaciones en los alrededores y el litoral. 
Árboles también típicos son los algarrobos que crecen en muchas zonas y que provienen de cultivos cercanos, como también alcornoques, olivos silvestres y las higueras.

### Urbanismo
Prácticamente todas estas edificaciones forman parte de diversas urbanizaciones o comunidades con zonas ajardinadas, entre ellas se encuentran las urbanizaciones de: Baronía, Castells de Vilafortuny, Els Miralls de Vilafortuny, Els Tallats, Els ametllers, Eurogolden, Jardins de Vilafortuny, Mas d’en Bosch, Los Olivos Elisabeth, Pinar de Vilafortuny, Proacosa, Reus Mediterráni, Urcavisa, Vilafortuny II y Vilafortuny Playa. 

### Accesos
- A 7 (Autovía del Mediterráneo) salida Cambrils-este.
- Antiguo camino de Vilaseca - Cambrils. Desde Vilaseca y Salou
- Camino de "Mas d'en Bosc". Desde Cambrils
- Vial de Cavet de Barenys. Desde Salou y Cambrils
- Avenida Diputación (por la costa). Desde Salou y Cambrils

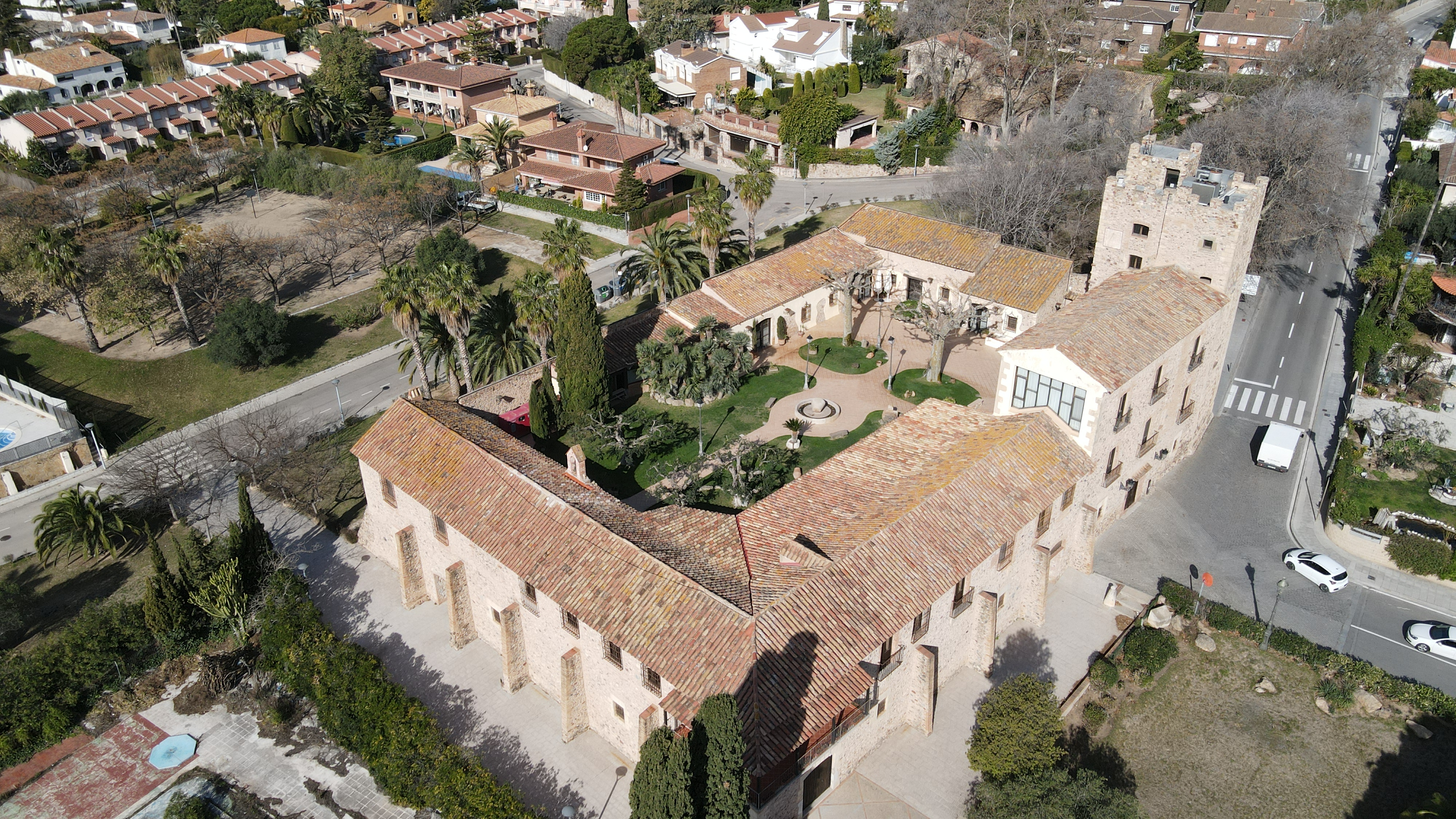
Castell de Vilafortuny

## Lugares de interés

### Castillo de Vilafortuny
Situado en la avenida Vilafortuny y catalogado como Bien de interés cultural (Bien Cultural de Interés Nacional en Cataluña), es en realidad, un edificio de carácter defensivo y militar originario del siglo XII. El Castillo está situado en una elevación del terreno de próxima a la costa. La torre lateral de la construcción llamada Torre del Homenaje también es una construcción defensiva y es de inspiración renacentista. En ella se pueden encontrar inscripciones romanas, siendo estas anteriores a la construcción del castillo ordenada por Ramón Berenguer IV en el siglo XII. Restaurado en los 90 actualmente en él se celebran bodas, bautizos y comuniones. Su superficie total es de 1665 m².

### Iglesia de Mas d'en Bosc
Construida a partir de los restos de las iglesias de Santa Maria de Barenys y Vilafortuny, citada ya en 1194 que fue derrocada por corsarios berberiscos en el siglo XV. El arzobispo Cervantes de Gaeta autorizó en 1575 la construcción de un nuevo templo, el de Santa Maria del Mas d'en Bosc, que también fue saqueado por los piratas en 1582 aunque no fue destruido. Se trata de un edificio de pequeñas dimensiones de construcción renacentista que en lado de poniente conserva los restos de un pequeño y antiguo cementerio parroquial, del cual hacían uso los vecinos de Barenys, Salou, Vilaseca, Vilafortuny y otros pequeños términos vecinos gracias a su acceso fácil situado a orillas del Camino Real. La masía ubicada justo en frente de la ermita, el "Mas d'en Bosc", servía para qué los caballos de los carruajes descansaran y bebieran agua así como de posada para los transeúntes. Actualmente se ha recuperado la celebración de una reunión festiva el 15 de agosto que se perdió en los años 50, el resto del año permanece cerrada.

### Iglesia parroquial de Santa María de Vilafortuny
Situada en la calle con su mismo nombre, construida en el año 1960, de estilo neocolonial.

### Playas de Vilafortuny
Las Playas se caracterizan, por su paseo marítimo con palmeras, bancos y carril bici, dicho paseo cruza todo Vilafortuny uniendo el litoral desde Salou a Cambrils. Se trata playas tranquilas y espaciosas en su mayor parte, en las que se pueden encontrar todo tipo de servicios:
| Transporte Público  | Cruz Roja | Restaurantes | Policía Local |
| Limpieza de Playas  | Duchas    | Alojamiento  | Hamacas       |
| Alquileres Náuticos | Kioscos   | Sombrillas   | Zona infantil |
| Paseo Marítimo      | Camping   | Papeleras    | Fuentes       |

## Fiestas
La fiesta mayor se celebra en los días 14 y 15 de agosto.

## Servicios
Ocio y cultura
- Centro cívico de Vilafortuny.

- Asociación Fiestas de Vilafortuny

Educación
- CEIP Mas Clariana.

- CEIP Guillem Fortuny.

- IES La mar de la Frau.